# فهرست فضانوردان آپولو
سی و دو فضانورد برای مأموریت پرتاب‌های سرنشین‌دار برنامهٔ فضایی آپولو انتخاب شدند که از این تعداد، ۲۴ نفر به خارج از جو زمین اعزام شدند و در طی ۹ مأموریت مختلف، در مداری به دور ماه گردش کردند. از آن تعداد نیز ۱۲ نفر توانستند در طی پروژه‌های آپولو ۱۱ تا آپولو ۱۷ بر روی ماه قدم بگذارند. ۹ نفر از مجموع این فضانوردان در برنامهٔ نرم‌افزار آپولو و همچنین پروژهٔ آزمایشی آپولو–سایوز و اسکای‌لب مجدداً به فضا اعزام شدند.

## فضانوردان آپولو که بر روی ماه گام گذاشتند
مجموعاً ۱۲ نفر بین ژوئیهٔ ۱۹۶۹ و دسامبر ۱۹۷۲ بر روی ماه قدم گذاشتند که ۷ نفر از آن‌ها هنوز زنده هستند.
|     | نام             | تولد                     | مرگ                    | سن در روز پرتاب   | مأموریت  | تاریخ راهپیمایی روی ماه | محل خدمت     | دانشگاه پشتیبان                                                                                 |
| 01. | نیل آرمسترانگ   | ۵ اوت ۱۹۳۰               | ۲۵ اوت ۲۰۱۲ (۸۲ سال)   | ۳۸سال ۱۱ماه ۱۵روز | آپولو ۱۱ | ۲۱ ژوئیه ۱۹۶۹           | ناسا         | دانشگاه پردو، دانشگاه کالیفرنیای جنوبی                                                          |
| 02. | باز آلدرین      | ۲۰ ژانویهٔ ۱۹۳۰ ‏(۹۵ سال)  |                        | ۳۶سال ۶ماه ۰روز   | آپولو ۱۱ | ۲۱ ژوئیه ۱۹۶۹           | نیروی هوایی  | آکادمی نظامی ایالات متحده، مؤسسه فناوری ماساچوست                                                |
| 03. | پیت کنراد       | ۲ ژوئن ۱۹۳۰              | ۸ ژوئیهٔ ۱۹۹۹ (۶۹ سال)  | ۳۹سال ۵ماه ۱۷روز  | آپولو ۱۲ | ۱۹-۲۰ نوامبر ۱۹۶۹       | نیروی دریایی | دانشگاه پرینستون                                                                                |
| 04. | آلن بین         | ۱۵ مارس ۱۹۳۲ ‏(۹۳ سال)    |                        | ۳۷سال ۸ماه ۴روز   | آپولو ۱۲ | ۱۹-۲۰ نوامبر ۱۹۶۹       | نیروی دریایی | دانشگاه تگزاس                                                                                   |
| 05. | آلن شپارد       | ۱۸ نوامبر ۱۹۲۳           | ۲۱ ژوئیهٔ ۱۹۹۸ (۷۴ سال) | ۴۷سال ۲ماه ۱۸روز  | آپولو ۱۴ | ۵-۶ فوریه ۱۹۷۱          | نیروی دریایی | آکادمی نیروی دریایی آمریکا، کالج جنگی نیروی دریایی                                              |
| 06. | ادگار میچل      | ۱۷ سپتامبر ۱۹۳۰          | ۴ فوریهٔ ۲۰۱۶ (۸۵ سال)  | ۴۰سال ۴ماه ۱۹روز  | آپولو ۱۴ | ۵-۶ فوریه ۱۹۷۱          | نیروی دریایی | دانشگاه کارنگی ملون، مدرسه عالی نیروی دریایی، مؤسسه فناوری ماساچوست                             |
| 07. | دیوید اسکات     | ۶ ژوئن ۱۹۳۲ ‏(۹۲ سال)     |                        | ۳۹سال ۱ماه ۲۵روز  | آپولو ۱۵ | ۳۱ ژوئیه -۲ آگوست ۱۹۷۱  | نیروی هوایی  | دانشگاه میشیگان (سال اول و سپس دکترای افتخاری)،آکادمی نظامی ایالات متحده، مؤسسه فناوری ماساچوست |
| 08. | جیمز بنسن اروین | ۱۷ مارس ۱۹۳۰             | ۸ اوت ۱۹۹۱ (۶۱ سال)    | ۴۱سال ۴ماه ۱۴روز  | آپولو ۱۵ | ۳۱ ژوئیه -۲ آگوست ۱۹۷۱  | نیروی هوایی  | آکادمی نیروی دریایی آمریکا، دانشگاه میشیگان                                                     |
| 09. | جان یانگ        | ۲۴ سپتامبر ۱۹۳۰ ‏(۹۴ سال) |                        | ۴۱سال ۶ماه ۲۸روز  | آپولو ۱۶ | ۲۱-۲۳ آوریل ۱۹۷۲        | نیروی دریایی | مؤسسه فناوری جورجیا                                                                             |
| 10. | چارلز دوک       | ۳ اکتبر ۱۹۳۵ ‏(۸۹ سال)    |                        | ۳۶سال ۶ماه ۱۸روز  | آپولو ۱۶ | ۲۱-۲۳ آوریل ۱۹۷۲        | نیروی هوایی  | آکادمی نیروی دریایی آمریکا، مؤسسه فناوری ماساچوست                                               |
| 11. | یوجین سرنان     | ۱۴ مارس ۱۹۳۴ ‏(۹۱ سال)    |                        | ۳۸سال ۹ماه ۷روز   | آپولو ۱۷ | ۱۱-۱۴ دسامبر ۱۹۷۲       | نیروی دریایی | دانشگاه پردو، مدرسه عالی نیروی دریایی                                                           |
| 12. | هریسون اشمیت    | ۳ ژوئیهٔ ۱۹۳۵ ‏(۸۹ سال)    |                        | ۳۷سال ۵ماه ۸روز   | آپولو ۱۷ | ۱۱-۱۴ دسامبر ۱۹۷۲       | ناسا         | مؤسسه فناوری کالیفرنیا، دانشگاه اسلو (تبادل دانشجو)، دانشگاه هاروارد                            |

## فضانوردان آپولو که فقط در مدار ماه قرار گرفتند
طی ۶ فرود موفق که طی هر کدام، ۲ فضانورد به ماه رفتند، یک نفر نیز در مدار ماه باقی مانده بود. علاوه بر آن، ۳ خدمهٔ آپولو ۸ و آپولو ۱۰ بر روی ماه فرود نیامدند و ۳ خدمهٔ آپولو ۱۳ -که دچار سانحه شد- مجبور شدند بدون فرود در ماه به زمین بازگردند.
|     | نام           | تولد                     | مرگ                     | سن در روز پرتاب (سال) | مأموریت  | تاریخ مأموریت            | محل خدمت     | توضیح                                                                            |
| 1.  | فرانک بورمن   | ۱۴ مارس ۱۹۲۸ ‏(۹۷ سال)    |                         | ۴۰                    | آپولو ۸  | ۲۱–۲۷ دسامبر ۱۹۶۸        | نیروی هوایی  |                                                                                  |
| 2.  | جیمز لاول     | ۲۵ مارس ۱۹۲۸ ‏(۹۶ سال)    |                         | ۴۰                    | آپولو ۸  | ۲۱–۲۷ دسامبر ۱۹۶۸        | نیروی دریایی | با آپولو ۱۳ هم سفر کرد.                                                          |
| 3.  | بیل اندرس     | ۱۷ اکتبر ۱۹۳۳ ‏(۹۱ سال)   |                         | ۳۵                    | آپولو ۸  | ۲۱–۲۷ دسامبر ۱۹۶۸        | نیروی هوایی  |                                                                                  |
| 4.  | توماس استفورد | ۱۷ سپتامبر ۱۹۳۰ ‏(۹۴ سال) |                         | ۳۸                    | آپولو ۱۰ | ۱۸–۲۶ می ۱۹۶۹            | نیروی هوایی  | با پروژه آزمایشی آپولو–سایوز هم سفر کرد.                                         |
|     | جان یانگ      | ۲۴ سپتامبر ۱۹۳۰ ‏(۹۴ سال) |                         | ۳۸                    | آپولو ۱۰ | ۱۸–۲۶ می ۱۹۶۹            | نیروی دریایی | با آپولو ۱۶ روی ماه گام گذاشت. سپس در دو مأموریت شاتل فضایی شرکت کرد             |
|     | یوجین سرنان   | ۱۴ مارس ۱۹۳۴ ‏(۹۱ سال)    |                         | ۳۵                    | آپولو ۱۰ | ۱۸–۲۶ می ۱۹۶۹            | نیروی دریایی | با آپولو ۱۷ روی ماه گام گذاشت.                                                   |
| 5.  | مایکل کولینز  | ۳۱ اکتبر ۱۹۳۰ ‏(۹۴ سال)   |                         | ۳۸                    | آپولو ۱۱ | ۱۶–۲۴ ژوئیه ۱۹۶۹         | نیروی هوایی  |                                                                                  |
| 6.  | دیک گوردون    | ۵ اکتبر ۱۹۲۹ ‏(۹۵ سال)    |                         | ۴۰                    | آپولو ۱۲ | ۱۴–۲۴ نوامبر ۱۹۶۹        | نیروی دریایی | برای سفر به ماه آموزش دید. برای آپولو ۱۸ انتخاب شد. مأموریت لغو شد.              |
|     | جیمز لاول     | ۲۵ مارس ۱۹۲۸ ‏(۹۶ سال)    |                         | ۴۲                    | آپولو ۱۳ | ۱۱–۱۷ آوریل ۱۹۷۰         | نیروی دریایی | با آپولو ۸ سفر کرد. هدف بررسی فرود.                                              |
| 7.  | جک سویگرت     | ۳۰ اوت ۱۹۳۱              | ۲۷ دسامبر ۱۹۸۲ (۵۱ سال) | ۳۸                    | آپولو ۱۳ | ۱۱–۱۷ آوریل ۱۹۷۰         | ناسا         |                                                                                  |
| 8.  | فرد هیس       | ۱۴ نوامبر ۱۹۳۳ ‏(۹۱ سال)  |                         | ۳۶                    | آپولو ۱۳ | ۱۱–۱۷ آوریل ۱۹۷۰         | ناسا         | هدف بررسی فرود، برای مأموریت آموزش دید و برای آپولو ۹ انتخاب شد. مأموریت لغو شد. |
| 9.  | استو روسا     | ۱۶ اوت ۱۹۳۳              | ۱۲ دسامبر ۱۹۹۴ (۶۱ سال) | ۳۷                    | آپولو ۱۴ | ۳۱ ژانویه - ۹ فوریه ۱۹۷۱ | نیروی هوایی  | در فهرست آپولو ۲۰ بود که لغو شد.                                                 |
| 10. | آل وردن       | ۷ فوریهٔ ۱۹۳۲ ‏(۹۳ سال)    |                         | ۳۹                    | آپولو ۱۵ | ۲۶ ژوئیه - ۷ آگوست ۱۹۷۱  | نیروی هوایی  |                                                                                  |
| 11. | کن متینگلی    | ۱۷ مارس ۱۹۳۶ ‏(۸۹ سال)    |                         | ۳۶                    | آپولو ۱۶ | ۱۶–۲۷ آوریل ۱۹۷۲         | نیروی دریایی | در دو مأموریت شاتل هم شرکت کرد.                                                  |
| 12. | رون اوانس     | ۱۰ نوامبر ۱۹۳۳           | ۷ آوریل ۱۹۹۰ (۵۶ سال)   | ۳۹                    | آپولو ۱۷ | ۷–۱۹ دسامبر ۱۹۷۲         | نیروی دریایی |                                                                                  |